# Jalingo
Jalingo est une ville du nord-est du Nigeria. C'est la capitale de l'État de Taraba et on estime sa population à 118 000 habitants.

## Enseignement
- Université d’État de Taraba (Taraba State University)